# Банська Селниця
45°30′ пн. ш. 15°43′ сх. д. / 45.50° пн. ш. 15.72° сх. д.
Банська Селниця (хорв. Banska Selnica) — населений пункт у Хорватії, у Карловацькій жупанії у складі міста Карловаць.

## Населення
Населення за даними перепису 2011 року становило 90 осіб.
Динаміка чисельності населення поселення: